# Alper Potuk
Alper Potuk (Afyonkarahisar, 8 april 1991) is een Turks voetballer die bij voorkeur als centrale middenvelder speelt.

## Clubcarrière
In 2002 sloot Potuk zich aan bij Çifteler Spor. Drie jaar later speelde hij met zijn team tegen Eskişehirspor. Zijn team verloor met 1-4 maar Potuk scoorde het enige doelpunt voor zijn ploeg en maakte indruk. Op 29 mei 2009 maakte hij zijn profdebuut tegen Gaziantepspor. In augustus 2012 scoorde hij in de tweede voorronde van de Europa League het eerste doelpunt in een met 2-0 gewonnen wedstrijd van het Schotse St. Johnstone. Op 21 mei 2013 startte Fenerbahçe SK de onderhandelingen met Eskişehirspor. De club uit Istanboel zou verregaande interesse tonen in de 22-jarige middenvelder. Eén dag later bevestigde Fenerbahçe de komst van Potuk, die een vijfjarig contract tekende. Daarmee was Fenerbahçe, Galatasaray  te snel af, dat eveneens interesse toonde in de creatieve middenvelder.
In 2020 verkaste hij naar Ankaragücü, om een seizoen later voor Çaykur Rizespor te voetballen.

## Interlandcarrière
Op 29 februari 2012 debuteerde hij onder bondscoach Abdullah Avci voor Turkije tegen Slowakije. Op 14 november 2012 speelde hij zijn tweede interland tegen Denemarken. In de oefeninterland viel hij in de rust in voor Burak Yılmaz.